# Придорожний (Челябінська область)
Придорожний (рос. Придорожный) — селище у Нагайбацькому районі Челябінської області Російської Федерації.
Входить до складу муніципального утворення Остроленське сільське поселення. Населення становить 325 осіб (2010).

## Історія
Згідно із законом від 9 липня 2004 року органом місцевого самоврядування є Остроленське сільське поселення.

## Населення
| 2002 | 2010 |
| ---- | ---- |
| 420  | ↘325 |